# Tom Godwin
Tom Godwin (6 giugno 1915 – 31 agosto 1980) è stato un autore di fantascienza statunitense.
Godwin ha pubblicato tre romanzi e trenta racconti brevi. Il suo controverso racconto di fantascienza hard Le fredde equazioni (The Cold Equations) fu pubblicato nel 1954 dalla rivista Astounding Stories ed è ritenuto uno dei racconti più originali di fantascienza di quegli anni. È stato riedito nel 2003 ad opera di alcune case editrici americane, mentre ne sono stati fatti almeno tre adattamenti, tra cui l'episodio di Ai confini della realtà del 1989 ed un film omonimo per la tv nel 1996 di discreto successo.
Godwin scrisse anche tre romanzi di pregio, pur trattandosi di opere più convenzionali nello stile preferito da John W. Campbell.
Ebbe una vita particolarmente travagliata. In seguito a gravi eventi familiari, abbandonò la scuola dopo la terza elementare. Soffrì anche di cifosi e, probabilmente, in seguito ebbe dei problemi di alcolismo.

## Opere

### Romanzi
Ciclo di Ragnarok:
- Gli esiliati di Ragnarok (The Survivors, 1958. Ripubblicato nel 1960 come Space Prison)
- I reietti dello spazio (The Space Barbarians, 1964)

Altri:
- Beyond Another Sun (1971) - inedito in Italia

### Racconti brevi
- The Gulf Between (1953)
- Mother of Invention (1953)
- Le fredde equazioni (The Cold Equations, 1954)
- The Greater Thing (1954)
- The Barbarians (1955)
- You Created Us (1955)
- Brain Teaser (1956)
- Operazione Opera (Operation Opera, 1956)
- The Harvest (1957)
- The Last Victory (1957)
- Il calcolo del nulla (The Nothing Equation, 1957)
- Too Soon to Die (1957)
- Cry from a Far Placet (1958)
- My Brother - The Ape (1958)
- The Helpful Hand of God (1961)
- And Devious the Line of Duty (1962)
- The Gentle Captive (1972)
- Passeggeremo ancora al chiaro di luna (We'll Walk Again in the Moonlight, 1974)
- Social Blunder (1977)
- The Steel Guardian (1977)
- Before Willows Ever Walked (1980)